# Wirtschaft Gabuns
Die Wirtschaft Gabuns ist laut Verfassung privatwirtschaftlich orientiert.
Zu diesem Zweck werden seit 1995 zahlreiche staatliche Betriebe privatisiert. Gabun gehört mit einem Bruttoinlandsprodukt (BIP) von umgerechnet 4.000 Euro pro Kopf zu den reichsten Staaten Afrikas. Trotzdem lasten noch einige Probleme auf dem Land, zu denen die hohe Staatsverschuldung und die starke Abhängigkeit vom Erdölpreis gehören. Die Staatsverschuldung Gabuns beträgt 73,1 % des BIP.

## Wirtschaftssektoren

### Primärer Sektor

#### Landwirtschaft
Die Landwirtschaft besteht überwiegend aus Landwechselwirtschaft. Ein Teil der Produkte wird für den Eigenbedarf angebaut. Dazu gehören Maniok, Süßkartoffeln und Yams. Weitere wichtige Agrarprodukte sind Kaffee, Kakao, Erdnüsse und Ölpalmen.

#### Bodenschätze
Gabun verfügt über reiche Bodenschätze, zu denen Erdöl und Mangan gehören. Das Erdöl wird off-shore und on-shore gefördert, wobei die Förderkosten sehr hoch sind. Die Fördermenge ist seit einigen Jahren jedoch rückläufig. Während die Fördermenge 1997 noch bei 18,4 Millionen Tonnen lag, sank diese bis 2002 auf 12,6 Millionen Tonnen ab. Sollten keine neuen ergiebigen Vorkommen gefunden werden, könnte die Förderung in den nächsten fünf Jahren auf 9 Millionen Tonnen zurückfallen. Gabun fördert außerdem 13 % des weltweit produzierten Mangans. Als der Uranabbau 1999 eingestellt wurde, wurden zuletzt 358 Tonnen Uranerz gefördert.

### Sekundärer Sektor

#### Industrie
Im Zuge der Privatisierung wurden bisher der Strom- und Wasserversorger SEEG, die Eisenbahn Gabonaise, die Fluglinie Air Gabon sowie die staatliche Telefongesellschaft umgewandelt.

### Tertiärer Sektor

#### Kapitalmarkt
Das Land führt eine mit weiteren zentralafrikanischen Staaten geteilte Wertpapierbörse, welche als Bourse des Valeurs Mobilières de l’Afrique Centrale bekannt ist.

#### Staatsfonds
Die Regierung verfügt über einen Staatsfonds, der als Fonds Gabonais d’Investissements Stratégiques bekannt ist.

## Kennzahlen
Alle BIP-Werte sind in US-Dollar (Kaufkraftparität) angeben.
| Jahr                                    | 1980      | 1985      | 1990       | 1995       | 2000       | 2005       | 2006       | 2007       | 2008       | 2009       | 2010       | 2011       | 2012       | 2013       | 2014       | 2015       | 2016       | 2017       |
| --------------------------------------- | --------- | --------- | ---------- | ---------- | ---------- | ---------- | ---------- | ---------- | ---------- | ---------- | ---------- | ---------- | ---------- | ---------- | ---------- | ---------- | ---------- | ---------- |
| BIP (Kaufkraftparität)                  | 6,78 Mrd. | 9,89 Mrd. | 12,00 Mrd. | 15,76 Mrd. | 17,35 Mrd. | 20,35 Mrd. | 20,58 Mrd. | 22,46 Mrd. | 23,30 Mrd. | 22,94 Mrd. | 24,68 Mrd. | 26,97 Mrd. | 28,91 Mrd. | 31,00 Mrd. | 32,96 Mrd. | 34,61 Mrd. | 35,78 Mrd. | 36,73 Mrd. |
| BIP pro Kopf (Kaufkraftparität)         | 9.056     | 11.853    | 12.903     | 14.788     | 14.395     | 14.923     | 14.720     | 15.601     | 15.590     | 14.789     | 15.326     | 16.138     | 16.665     | 17.196     | 18.020     | 18.655     | 19.017     | 19.254     |
| BIP Wachstum (real)                     | ...       | 5,8 %     | 5,1 %      | 5,0 %      | −1,9 %     | −0,8 %     | −1,9 %     | 6,3 %      | 1,7 %      | −2,3 %     | 6,3 %      | 7,1 %      | 5,3 %      | 5,5 %      | 4,4 %      | 3,9 %      | 2,1 %      | 0,8 %      |
| Inflation (in Prozent)                  | 12,3 %    | 7,3 %     | 15,4 %     | 9,6 %      | 0,5 %      | 1,2 %      | −1,4 %     | −1,0 %     | 5,3 %      | 1,9 %      | 1,4 %      | 1,3 %      | 2,7 %      | 0,5 %      | 4,5 %      | −0,1 %     | 2,1 %      | 3,0 %      |
| Staatsverschuldung (in Prozent des BIP) | ...       | ...       | 90 %       | 73 %       | 72 %       | 49 %       | 40 %       | 39 %       | 20 %       | 26 %       | 21 %       | 21 %       | 21 %       | 31 %       | 34 %       | 45 %       | 64 %       | 61 %       |

## Außenhandel
Hauptexportprodukte sind Erdöl, Mangan und Holz. Hauptabnehmer des Erdöls sind die USA mit 56 %. Importiert werden Waren aus Frankreich, Italien, Belgien, Niederlande, Deutschland, USA und Japan. Exportiert wird nach Deutschland, Frankreich, China, USA und Japan. Gabuns Handelsbilanz ist positiv.